# Чемодан (книга)
«Чемодан» — сборник рассказов Сергея Довлатова, выпущенный в 1986 году издательством «Эрмитаж» (Анн-Арбор). В России книга впервые вышла в издательстве «Московский рабочий» (1991). В 2013 году сборник был включён в список «100 книг», рекомендованный Министерством образования РФ школьникам для самостоятельного чтения.

## Содержание
Герой произведения, уезжая в США, берёт с собой лишь небольшой фанерный чемодан. Открыв его через несколько лет, он обнаруживает там двубортный костюм, поплиновую рубашку, вельветовую куртку, три пары финских креповых носков, зимнюю шапку из фальшивого котика. Каждый из этих предметов становится поводом для воспоминаний.

### «Креповые финские носки»
Оказавшись в сложной финансовой ситуации, герой рассказа принял предложение знакомого фарцовщика «войти в долю» и приобрести партию финских креповых носков, которые в ту пору пользовались большим спросом: их можно было сдать оптовикам по три рубля за пару. Операцию по немедленному обогащению сорвала советская лёгкая промышленность, внезапно завалившая магазины аналогичным товаром по восемьдесят копеек. Финские носки из дефицита превратились в неликвид.

### «Номенклатурные полуботинки»
Герой попал в бригаду камнерезов, которой поручили вырубить рельефное изображение Ломоносова для новой станции ленинградского метро. После завершения всех работ состоялся банкет. Рассказчик, оказавшись за одним столом с «мэром», заметил, что тот снял ботинки. Притянув их к себе, герой нагнулся и спрятал чужую обувь в стоящий рядом портфель.

### «Приличный двубортный костюм»
В редакции появился незнакомец по имени Артур, с которым герой сначала спустился в буфет, а потом отправился в ресторан. На следующий день Довлатова пригласили в кабинет редактора — там находился майор госбезопасности. Выяснилось, что Артур — шпион. Майор предложил журналисту продолжить знакомство и сходить с Артуром в театр. Ради такого случая редактор распорядился приобрести для «товарища Довлатова» импортный двубортный костюм в местном универмаге.

### «Офицерский ремень»
Действие рассказа происходит во время службы героя в лагерной охране. Однажды старшина приказал Довлатову доставить заключённого в психбольницу на Иоссере. Напарника по фамилии Чурилин герой отыскал в инструментальном цехе, где тот напаивал латунную бляху на кожаный офицерский ремень. Залитый изнутри оловом, такой ремень превращался в грозное оружие.

### «Куртка Фернана Леже»
Рассказчик вспоминает о многолетней дружбе с семьёй актёра Николая Черкасова. После смерти народного артиста его вдова Нина Черкасова съездила в Париж и привезла Довлатову подарок — старую, требующую ремонта куртку со следами масляной краски на рукаве. Оказалось, куртка принадлежала Фернану Леже. Вдова художника Надя специально передала куртку для Довлатова, поскольку Леже завещал ей «быть другом всякого сброда».

### «Поплиновая рубашка»
В день выборов к герою пришла агитатор Елена Борисовна. Вместо похода на избирательный участок герой вместе с новой знакомой отправился в кино, а оттуда — в Дом литераторов. Так началась история семьи Довлатова. Лена первая заговорила об эмиграции. Рассказчик, который к тому моменту ещё «не достиг какой-то роковой черты», решил остаться. Перед отъездом жена подарила Довлатову румынскую поплиновую рубаху.

### «Зимняя шапка»
Вместе с братом Борисом герой поехал в гостиницу «Советская», где их ждали женщины из киногруппы, снимавшей документальный фильм. Во время застолья одна из них — Рита — попросила рассказчика проводить её в аэропорт: нужно было встретить директора картины. На стоянке такси случилась драка с рослыми парнями. Приключения были продолжены в милиции, травмпункте, ресторане. Их результатом стало обретение Довлатовым новой котиковой шапки.

### «Шофёрские перчатки»
Довлатов согласился играть роль Петра Первого в любительском фильме, который решил поставить журналист Шлиппенбах. В бутафорском цехе студии удалось найти камзол, шляпу и чёрный парик. Одну из сцен нужно было снять возле пивного ларька. Опасения героя, что в таких одеждах его примут за идиота, не оправдались: появление царя было воспринято очередью как будничное обстоятельство.

## История публикации
Дорогой Игорь! Если по каким угодно, эстетическим или коммерческим, причинам Вам не захочется такую книжку издавать, то ни в малейшем степени не чувствуйте себя связанным обещаниями и договорённостями.
По словам писателя Валерия Попова, рукопись «Чемодана» Довлатов отдал издателю Игорю Ефимову «не в совсем ещё упакованном виде». Начались длительные переговоры о том, стоит ли издавать сборник рассказов в виде маленькой книги, или же необходимо включить в него ещё одну новеллу.
В письме Довлатову, датированном мартом 1985 года, Ефимов сообщил, что особенно ему понравились рассказы «Куртка Фернана Леже» и «Зимняя шапка». Правда, издатель тут же отметил, что из-за постоянной переклички имён возникает ощущение, что это «перепевы написанного».
В ответном письме автор предложил Ефимову два эскиза — для обложки и для аннотации: «В центре новой книги Довлатова — чемодан, обыкновенный потрёпанный чемодан, с которым эмигрант Довлатов покинул родину».
В ходе дальнейших переговоров автор высказывал соображения насчёт предисловия, которое ему не понравилось. Ефимов в качестве ответного шага удалил вступительную статью: «…будем издавать „Чемодан“ точно в таком виде и составе, который доставит Вам удовольствие».

## Художественные особенности
Автор монографии «Сергей Довлатов: диалог с классиками и современниками» Галина Доброзракова назвала основным мотивом «Чемодана» абсурдность жизни в Советском Союзе. Слово «чемодан» в данном случае имеет не только бытовой смысл — оно становится «вместилищем большей части жизни автопсихологического героя повести».
Поэт Сергей Гандлевский в эфире «Радио Свобода» отметил, что некоторые шутки из сборника «Чемодан» не были бы поняты читателями во времена Чехова — «такое возможно только после эпохи Зощенко».
Профессор МГУ Андрей Ранчин, анализируя рассказ «Шофёрские перчатки», пришёл к выводу, что по своему жанру это развёрнутая и осложнённая дополнительными эпизодами новелла, сюжету которой свойственна поэтика анекдота.
Писатель Андрей Арьев констатировал, что стоящие в «похмельной очереди» герои рассказа «Шофёрские перчатки» не являются «носителями рабской психологии». По Довлатову, последний доходяга чище духом, чем те, «кто считает свои воззрения истинными, не подвергая их сомнению».

## Факты
- Упоминавшиеся в рассказе «Креповые финские носки» «дельбаны с крестом» — реально существующая марка швейцарских механических часов Delbana.
- В 2024 году группа «Каста» выпустила трек «Багаж», представляющий собой оммаж на «Чемодан» Сергея Довлатова.